# 13962 Delambre
13962 Delambre (1991 PO4) là một tiểu hành tinh vành đai chính được phát hiện ngày 3 tháng 8 năm 1991 bởi E. W. Elst ở Đài thiên văn Nam Âu.